# USS John S. McCain (DDG-56)
O USS John S. McCain é um destroyer da classe Arleigh Burke pertencente a Marinha de Guerra dos Estados Unidos. Ele integra a 7ª Frota, com seu porto sendo a cidade de Yokosuka, no Japão. O navio recebeu este nome em honra a John S. McCain, Sr. e John S. McCain, Jr., que serviram na Marinha americana durante meados do século XX. Ambos são avô e pai, respectivamente, do senador John McCain III, que também é veterano da marinha, que foi candidato à presidência dos Estados Unidos em 2008.

## Galeria de fotos

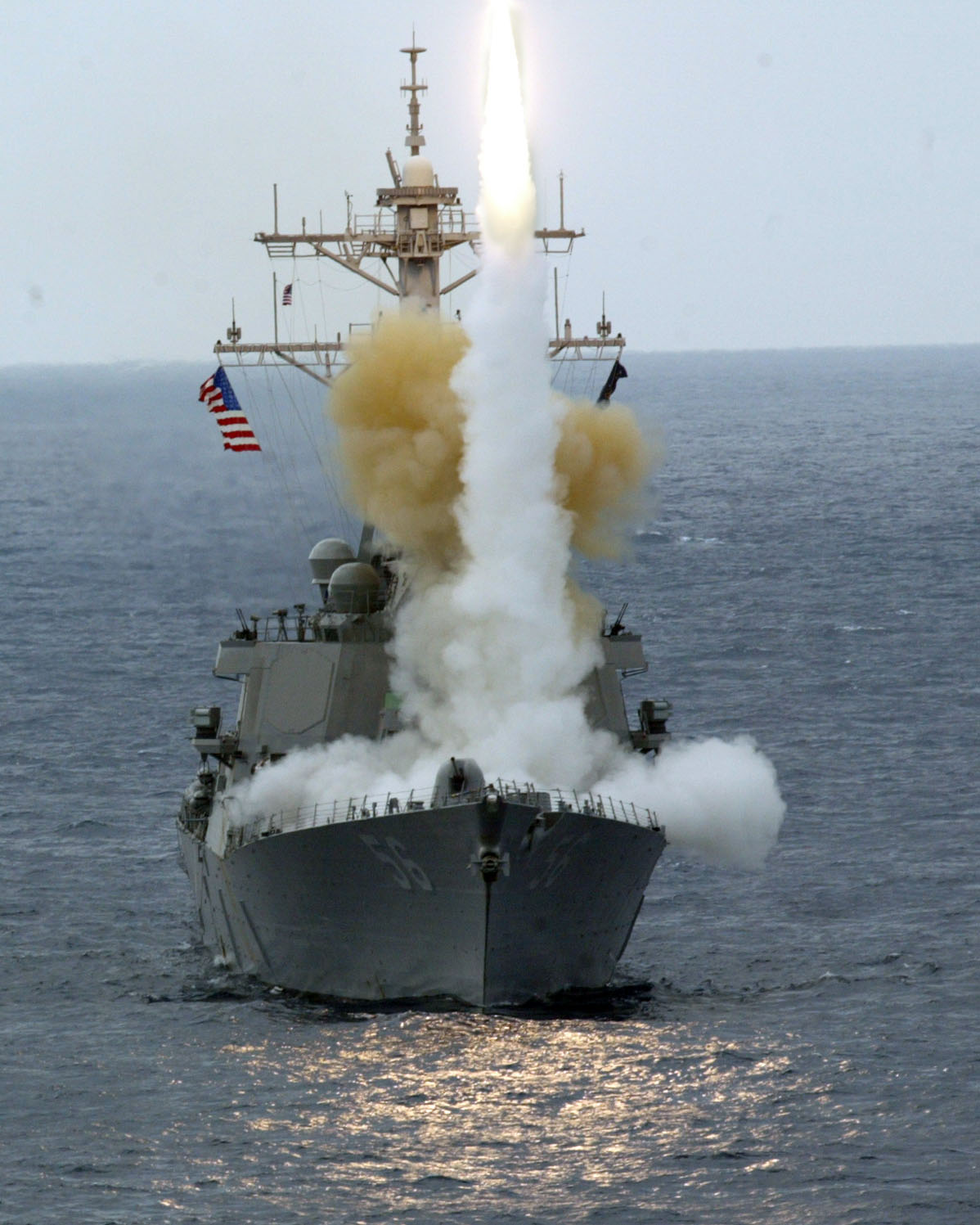
O McCain disparando um míssil Tomahawk, em 6 de fevereiro de 2004.
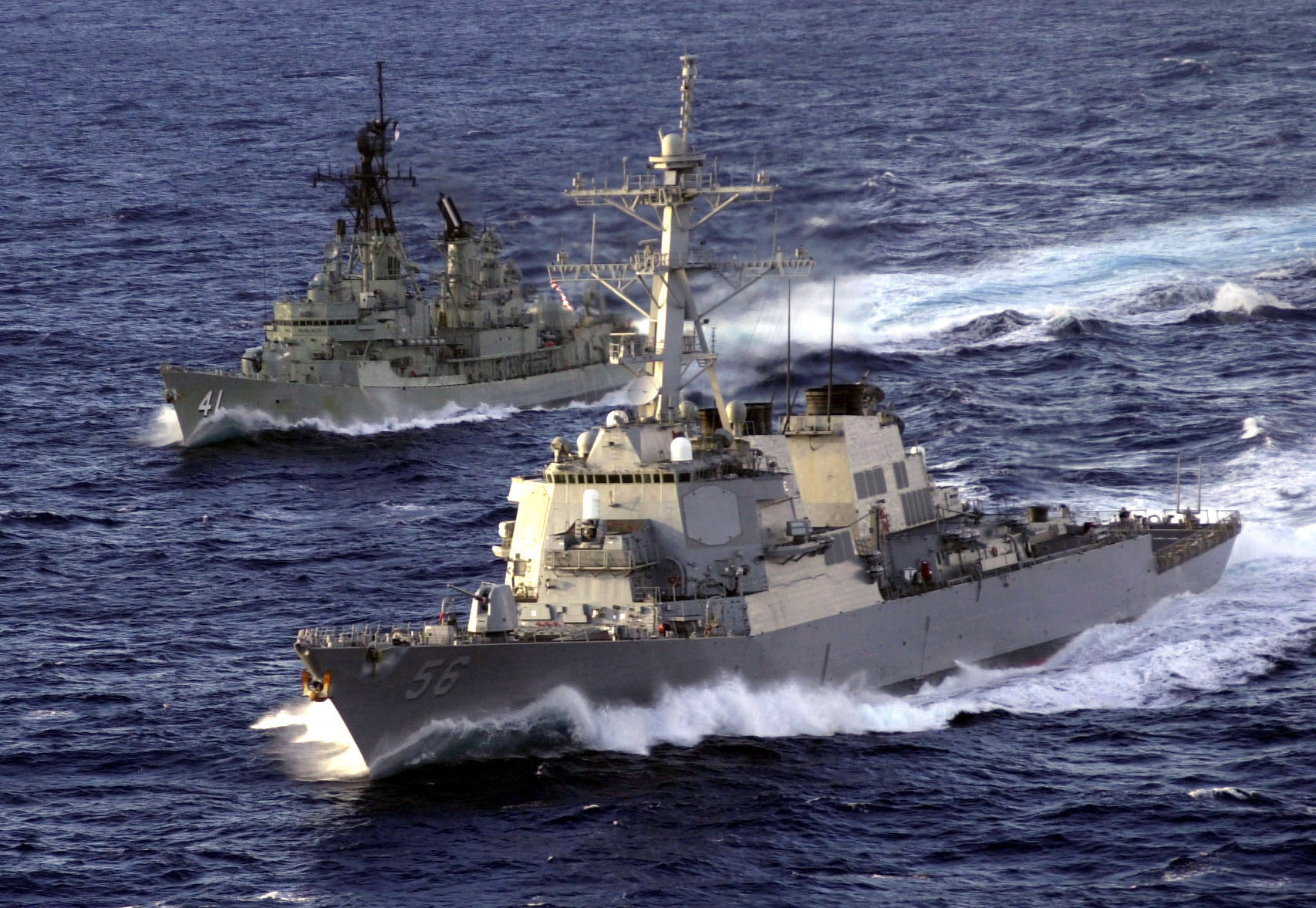
O USS John S. McCain navegando ao lado do contratorpedeiro australiano HMAS Brisbane, em 19 de maio de 2001.
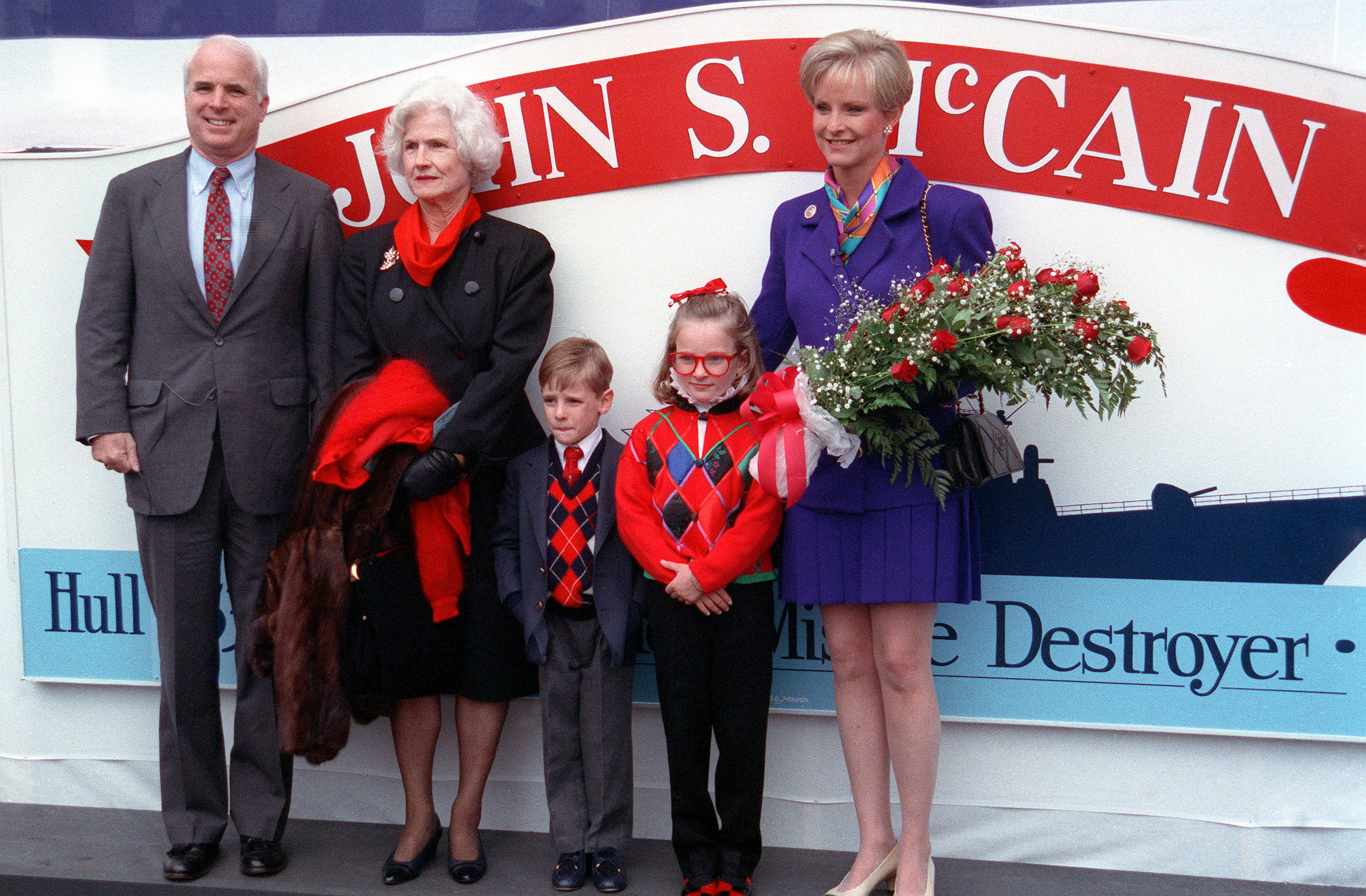
A família McCain na cerimônia de lançamento do navio, em 26 de setembro de 1992.
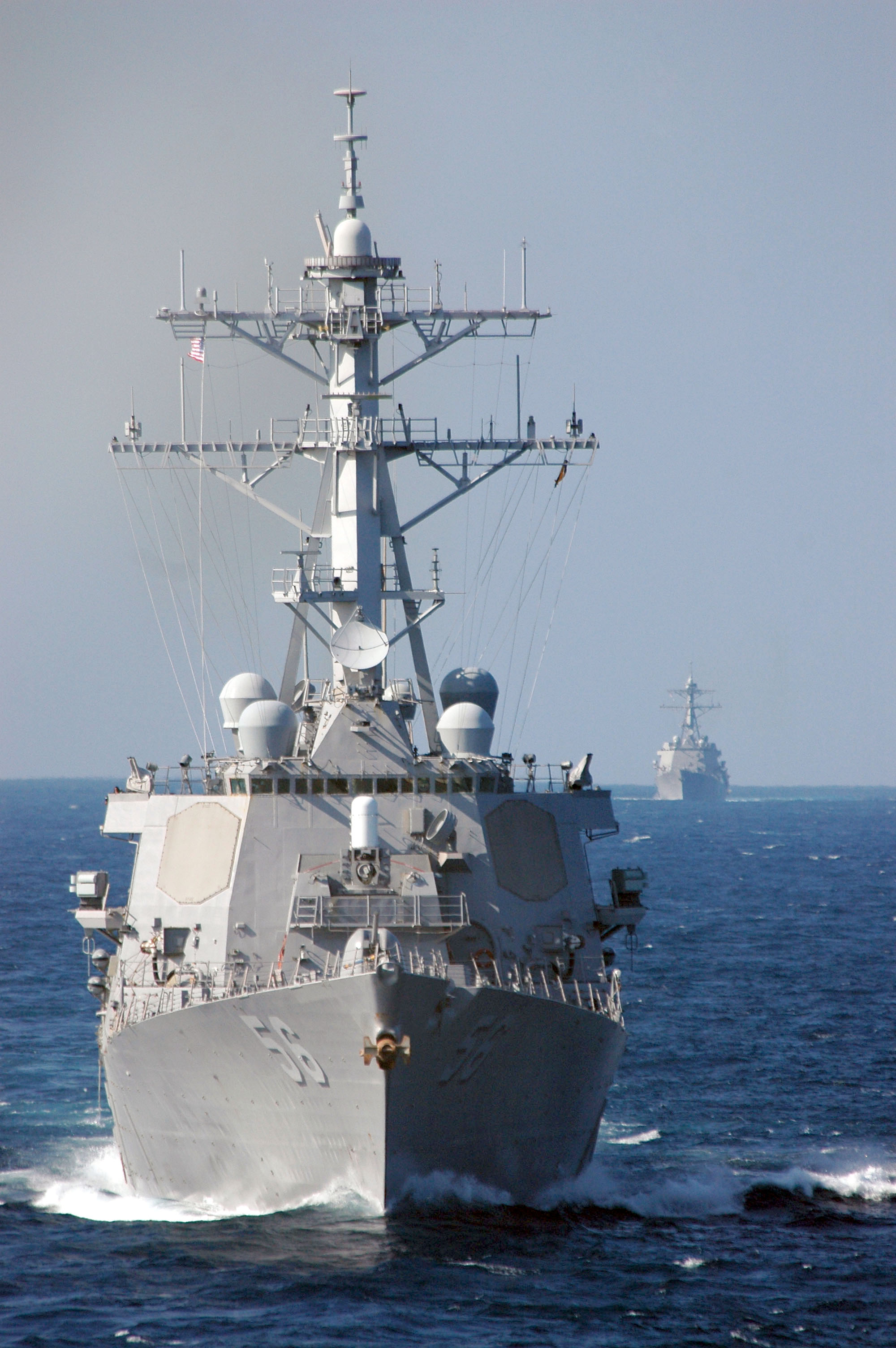
O John S. McCain navegando em formação.

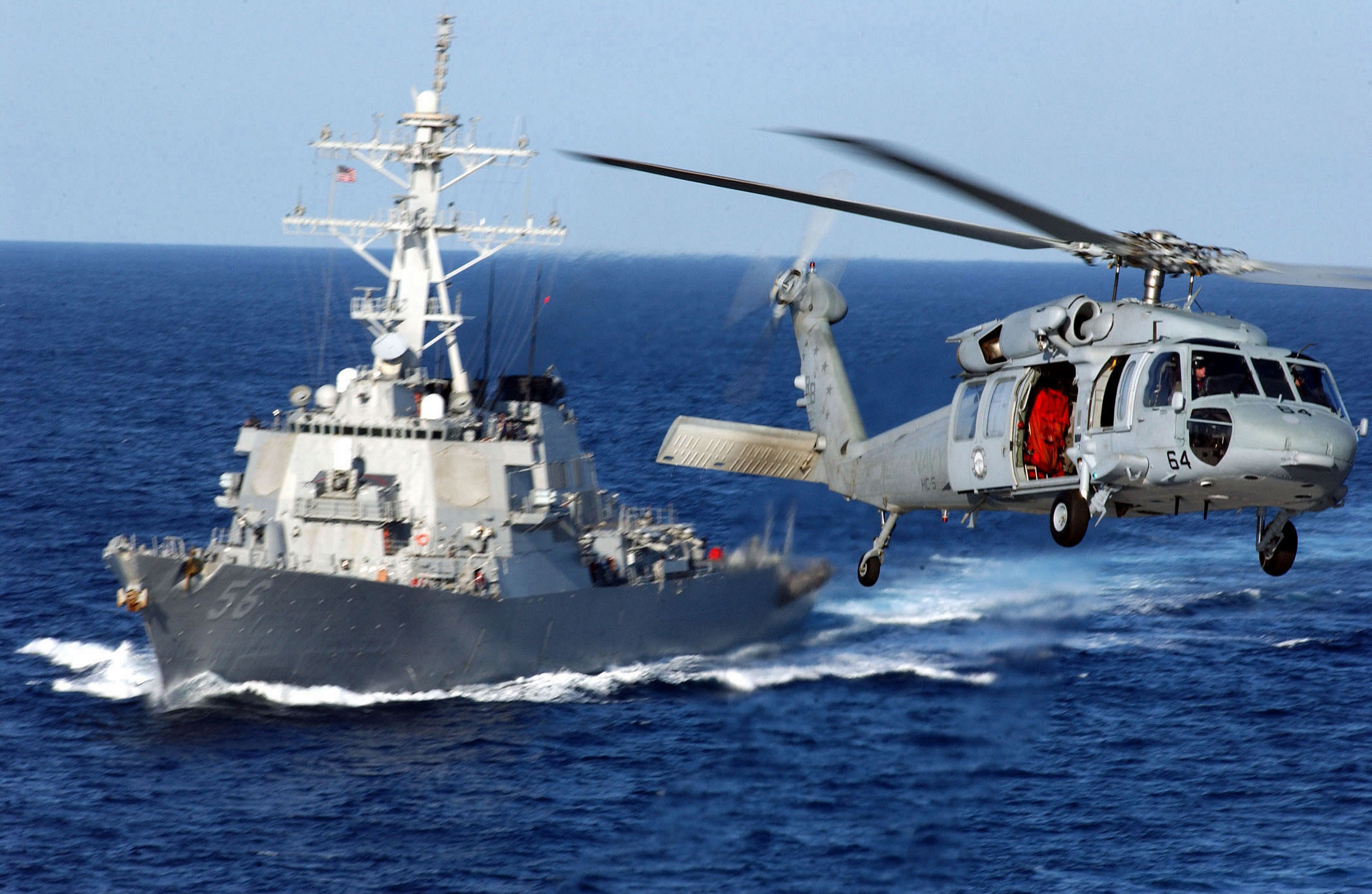
Um helicóptero H-60 Sea Hawk voando ao lado do USS John S. McCain.
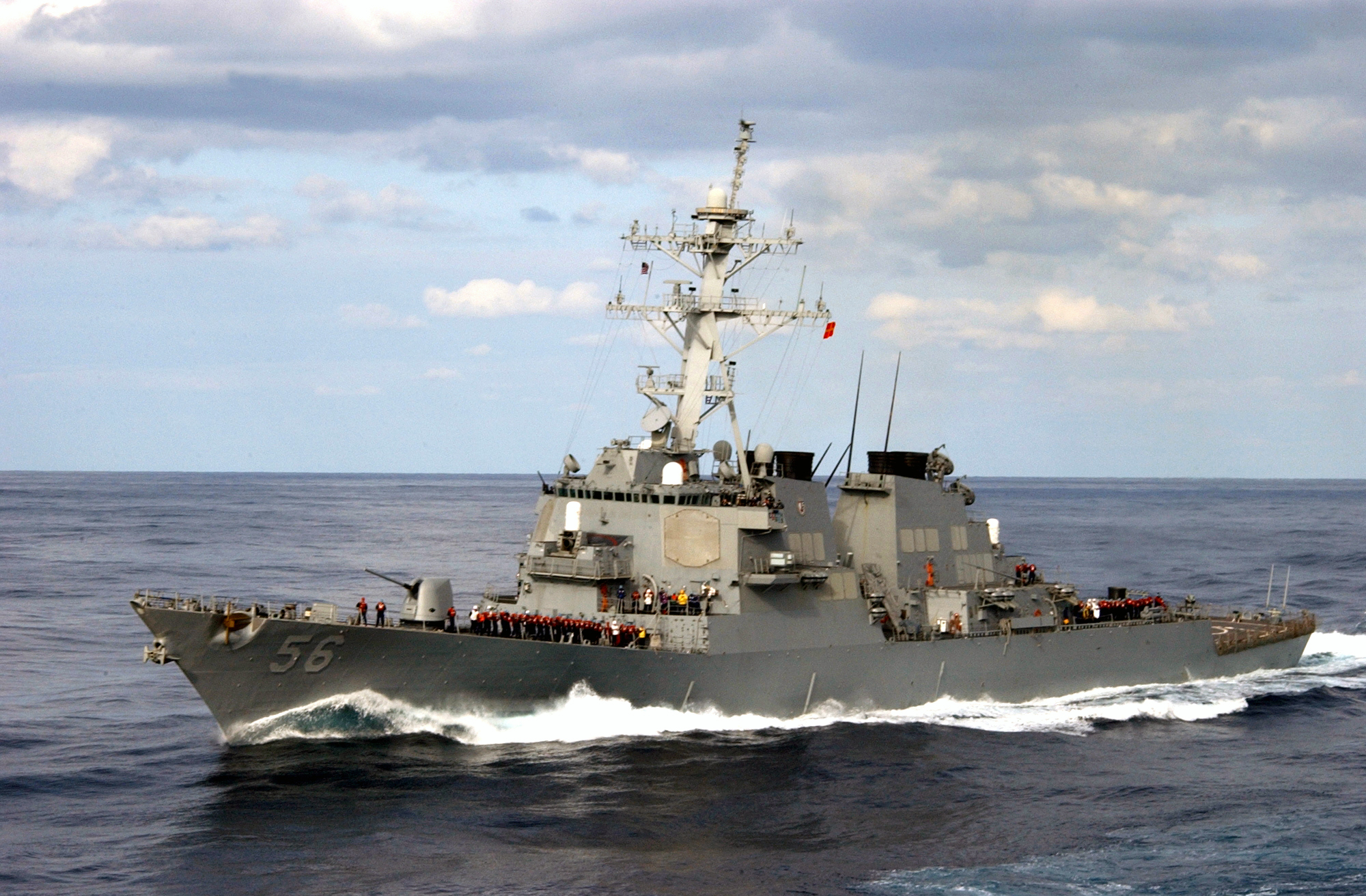
O navio em 2003.
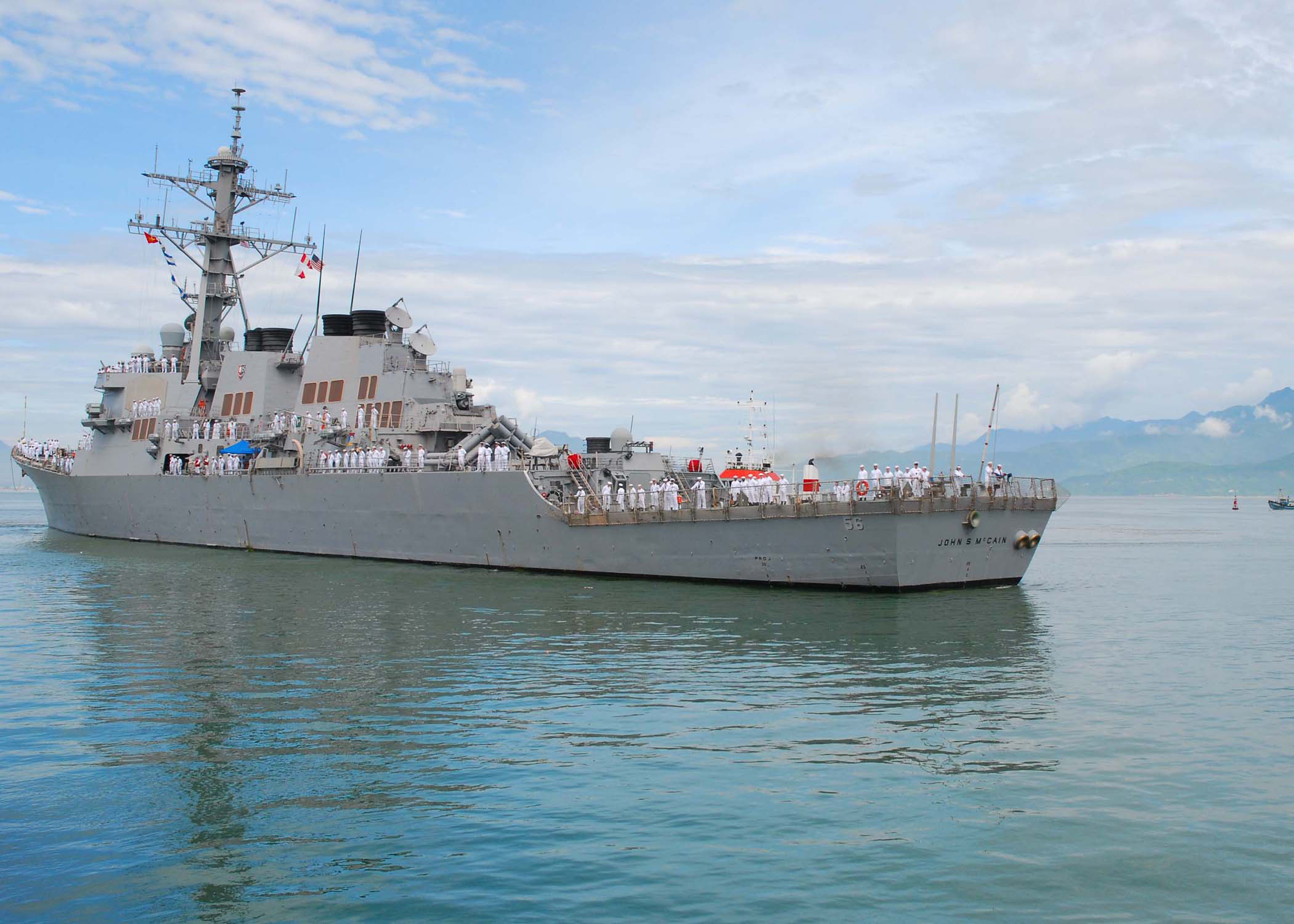
O McCain navegando pela costa do Vietnã.
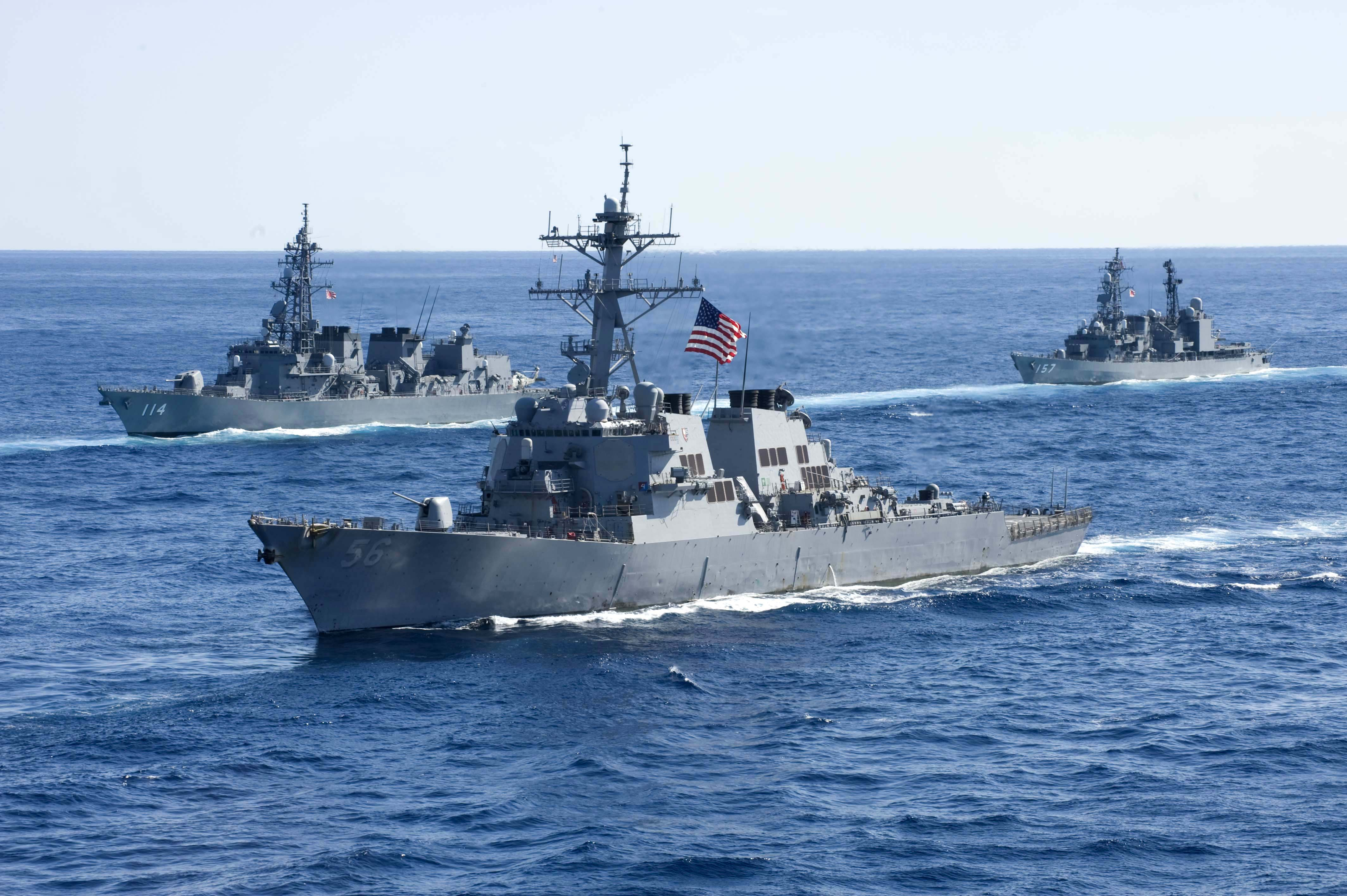
O USS John S. McCain (DDG-56) realizando exercícios em conjunto com a Marinha do Japão.